# Ібн Русте
Ібн Рýсте Абу Алі Ахме́д ібн Ома́р (помилково — Ібн Даста) — арабський середньовічний географ, енциклопедист і подорожник кінця IX — початку X ст. За походженням перс, жив у Ісфахані (нині місто в Ірані).

## Загальні відомості
Написав енциклопедію «Книгу дорогоцінних скарбів» (903—913 роки), яка збереглася фрагментарно. В сьомому томі цього твору, присвяченому астрономії та географії, наводяться свідчення про хозарів, болгар, слов'ян, русів, аланів. Основними складовими повідомлення про русів є етнографічні дані й інформація про «острів русів». Після Ібн Русте про «острів русів» писали арабські вчені — Гардізі, Ібн Хордадбег, ал-Джайхані, ал-Мукаддасі, ал-Марвазі та інші. Спроби істориків локалізувати цей острів успіху, однак, поки що не мали..
Ібн Русте вказує на те, що у русів було багато городів, що вони об'єднували свої сили у боротьбі проти ворогів. Ось, що він пише про русів: «Що стосується ар-Русії, то вона знаходиться на острові, який оточений озером. Острів, на якому вони (руси) проживають, має довжину в три дні путі, покритий лісами та болотами, не здоровий та вологий настільки, що варто лише людині ступити ногою на землю, як остання трясеться через надлишок вологості. У них є цар, який називається хакан русів. Вони нападають на слов'ян, підпливають до них на кораблях, висаджуються та забирають їх в полон, а потім везуть в Хозаран і Булкар, де продають. Вони не займаються землеробством, а їдять лише те, що привозять із землі слов'ян. Коли в них народжується син, то він (рус) дарує новонародженому меч, кладе його перед немовлям і каже: „Я не лишаю тобі в спадок ніякого майна, і немає в тебе нічого, крім того, що ти придбаєш цим мечем“.
…Вони хоробрі та мужні, і якщо нападають на який народ, то не відступають, поки не винищать його повністю. Переможених знищують або перетворюють в рабів. Вони високого зросту, статні і сміливі при нападі. Проте на конях сміливості не проявляють, і всі свої напади та походи здійснюють на кораблях.
…Руси носять широкі шаровари, на які використовують сто ліктів матерії. Надіваючи подібні шаровари, збирають їх в збірку біля колін, до яких потім і прив'язують. Ніхто з них не випорожняється наодинці, проте обов'язково супроводжують руса три його товариші, що оберігають його.
…Всі вони постійно носять мечі, оскільки мало довіряють один одному, а зрадництво та підступність серед них справа звична. Якщо комусь з них вдається придбати якесь майно, то рідний брат або товариш його відразу починає йому заздрити та думати як би вбити чи обікрасти…».